# Jaworzyńskie Czoła

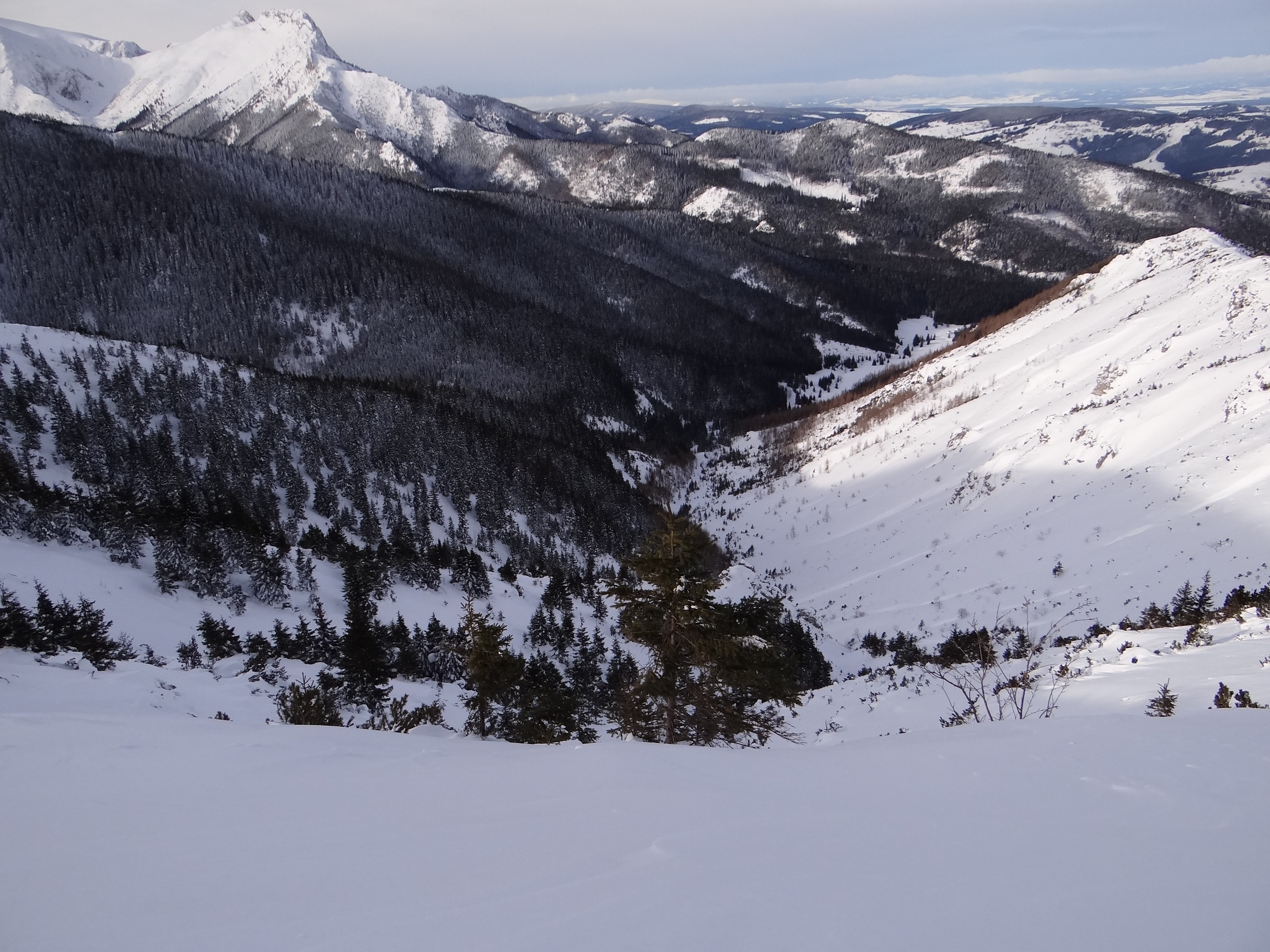
Dolina Jaworzynka i Jaworzyńskie Czoła

Jaworzyńskie Czoła – zakończenie północnej grani Kopy Magury w polskich Tatrach Zachodnich. Jest to lesisty grzbiet o długości niemal 2 km, opadający od Rówienek w północnym kierunku do Kuźnic. Oddziela dolną i środkową część Jaworzynki od głównego ciągu Doliny Bystrej i dolnej części Doliny Kasprowej. Las tutaj jest raczej marny i jest sporo wiatrołomów. Dolina Bystrej słynie bowiem z silnych wiatrów. W dolnej części jest kilka dróg i ścieżek gospodarczych. Górna część zachodniego, opadającego do Doliny Kasprowej stoku to trawiasty Boczań Kasprowy. Dawniej był wypasany, wchodził w skład Hali Kasprowej.